# Советская зона оккупации Кореи
Советская гражданская администрация, также Советская зона оккупации Кореи или советская оккупационная зона (СОЗ) — одна из двух зон на территории Кореи, находившаяся по окончании Второй мировой войны в восточной Азии под управлением советской военной администрации. Под началом советской гражданской администрации был создан Временный народный комитет 5-ти провинций как административный орган, затем в феврале 1946 года был организован Временный Народный Комитет Северной Кореи во главе с Ким Ир Сеном.
В советскую зону вошла территория бывшей Японской Кореи севернее 38 параллели.
Указом от 9 сентября 1948 года на советской зоне было образовано новое государство — Корейская Народно-демократическая республика.

## История
С 1910 года Корея была частью Японской империи.
В 1919 году ряд корейских националистов создали в Шанхае Временное правительство Кореи.
Когда 8 августа 1945 года СССР вступил в войну против Японии, то японским властям в Корее стала угрожать серьёзная опасность, и первоочередной задачей для них стало создание переходного правительства, которое обеспечило бы им беспрепятственный уход. Левый националист Ё Ун Хён утром 15 августа согласился на японское предложение возглавить переходную администрацию. 6 сентября 1945 года была провозглашена Корейская Народная Республика.
В 1945 аннексированный после японского господства Корейский полуостров был разделён на зоны влияния США и СССР. Северная часть полуострова находилась под советским контролем.
Политическая власть была монополизирована Трудовой партией Кореи начиная с самых первых лет существования нового государства. В хозяйстве была установлена плановая экономика и в 1946 году объявлена национализация, в результате которой 70 % производства попало под контроль государства. К 1949 году этот процент вырос до 90 %. С тех пор практически вся промышленность, внутренняя и внешняя торговля находится под контролем государства.
На сельское хозяйство правительство в первые годы вело наступление более осторожно. В 1946 году земля была перераспределена в пользу мелких и бедных крестьянских хозяйств в связи с тем, что разгром Японии произошёл быстрее, чем ожидали участники войны, страны-победительницы оказались не готовыми к решению вопроса о будущем Кореи. Тем временем корейцы желали независимости и стихийно создавали свои органы власти. В северной части полуострова в феврале 1946 года образовался Временный Народный Комитет Северной Кореи во главе с Ким Ир Сеном. В ответ на провозглашение 15 августа 1948 года корейского государства в американской зоне оккупации, 9 сентября 1948 года в советской зоне была провозглашена КНДР.